# Ołeksandr Omelczuk
Ołeksandr Makarowycz Omelczuk (ukr. Олександр Макарович Омельчук, ros.  Александр Макарович Омельчук, Aleksandr Makarowicz Omelczuk; ur. 22 września 1970 w Nikopolu) – ukraiński piłkarz, grający na pozycji pomocnika, trener piłkarski.

## Kariera piłkarska

### Kariera klubowa
Wychowanek DJuSSz Kołos Nikopol, w którym rozpoczął karierę piłkarską. W latach 1989–1990 odbywał służbę wojskową w SKA Kijów. Po zakończeniu służby powrócił do Kołosu, a potem przeszedł do Dnipra Dniepropetrowsk. Przez kontuzję nogi a później rehabilitację nie potrafił przebić się do podstawowego składu Dnipra, dlatego w sierpniu 1992 powrócił do nikopolskiego klubu, który zmienił nazwę na Metałurh Nikopol. W grudniu 1996 zgodził się na propozycję prezesa i głównego trenera Wiktora Pożeczewskiego przejścia do Worskły Połtawa. Przez 5 lat występował w połtawskim klubie, a potem kolejne dwa lata w Krywbasie Krzywy Róg i Zorii Ługańsk. Latem 2004 zakończył karierę piłkarską.

### Kariera trenerska
Po zakończeniu kariery zawodniczej w sezonie 2004/05 trenował drugą drużynę Worskła-2 Połtawa. Potem pracował jako wicedyrektor w DJuSSz Worskła Połtawa. W czerwcu 2007 objął stanowisko głównego trenera FK Połtawa, z którą pracował do maja 2009.

## Sukcesy i odznaczenia

### Sukcesy klubowe
- brązowy medalista Mistrzostw Ukrainy: 1992, 1997